# Trávnik
Trávnik est un village de Slovaquie situé dans la région de Nitra.

## Histoire
Première mention écrite du village en 1216.

## Démographie

### Évolution de la population
| Année:               | 1994. | 2004.   | 2014.   | 2024.    |
| -------------------- | ----- | ------- | ------- | -------- |
| Nombre de personnes: | 749   | 676     | 725     | 642      |
| Différence:          |       | -9,74 % | +7,24 % | -11,44 % |

| Année:               | 2023. | 2024.   |
| -------------------- | ----- | ------- |
| Nombre de personnes: | 657   | 642     |
| Différence:          |       | -2,28 % |